# Инглэнд, Эдвард
Э́двард И́нглэнд (англ. Edward England, при рождении Эдвард Сигэр (англ. Edward Seegar) — известный пират африканского побережья и Индийского океана с 1717 до 1720 года. Он ходил на кораблях «Pearl» (переименованный Инглэндом в  «Royal James») и «Fancy», на который обменял «Pearl» в 1720 году. Его флагом был классический Весёлый Роджер с черепом выше двух пересечённых бедренных костей на чёрном фоне.

## Биография

### Начало пиратской карьеры
Родившись в Ирландии, Инглэнд попал на Ямайку и стал помощником капитана шлюпа. Он был захвачен пиратским капитаном Кристофером Винтером и был вынужден присоединиться к его команде. Вероятно, Винтер взял Инглэнда с собой на пиратскую базу на Нассау, Багамы, поскольку об Инглэнде затем сообщают как о квартирмейстере Чарльза Уэйна в марте 1718 года. Шлюп Уэйна, Lark, был захвачен Королевским флотом, но Инглэнд и остальная часть команды были отпущены, чтобы передать другим пиратам Нассау весть о помиловании, даруемом Королём.

Пиратский флаг Эдварда Инглэнда

### В звании капитана
Уэйн предоставил команду захваченного судна Инглэнду в середине 1718 года. Инглэнд направился к западному побережью Африки, где разграбил множество судов, перевозивших невольников. Эдвард Инглэнд и его команда находились в течение некоторого времени в африканском городе, но между пиратами возник конфликт из-за местных женщин. Вырвавшись с боем из города, пираты подняли паруса и ушли в океан.
К 1720 году Инглэнд достиг Индийского океана, где объединил свои силы с пиратским капитаном Оливером Левассером по прозвищу «Канюк». Инглэнд и Левассер напали на Ост-индский корабль Джеймса Макрея; первая атака пиратов была отбита, но потом им улыбнулась удача: они сумели отогнать корабль Макрея к берегу и потом захватить его. Инглэнд приказал пощадить жизнь Макрея; квартирмейстер Инглэнда, Джон Тейлор, пришёл в негодование из-за этого решения и предложил команде проголосовать за отстранение Инглэнда от командования кораблём.
Впоследствии Инглэнд был высажен на Маврикии с тремя другими членами команды, где они соорудили маленький плот и на нем добрались до залива Св. Августина на Мадагаскаре. Какое-то время Инглэнд выживал, занимаясь попрошайничеством. И, в итоге, умер в конце 1720 года.

## В культуре
- Упоминается в романе «Остров сокровищ» Р. Л. Стивенсона: в частности, Сильвер отмечает в разговоре у бочки, что служил с Инглендом и ходил с ним вместе в море, заработав у него 900 фунтов.